# Thujopsis
Thujopsis es un género de conífera en la familia de las cupresáceas. La única especie de este género es la hiba o Thujopsis dolabrata Sieb et Zucc.. Es endémica de Japón, donde se llama asunaro (あすなろ). Es parecida al género estrechamente emparentado de las Thuja (Arborvitae), de las que se diferencia en las hojas escuamiformes más anchas, duras y coriáceas y los conos más gruesos. 
Thujopsis es un árbol de hoja perenne, que llega hasta los 40 m de alto y con un tronco de hasta 1,5 m de diámetro, con una corteza de color pardo rojizo que se pela en tiras verticales. Los brotes tienen un lustroso verde por encima, y en el envés está marcado con vívidas manchas blancas; tienen una textura muy distintiva, gruesa, casi carnosa. Los estróbilos son globulares, de 7-15 mm de largo y 6-10 mm de diámetro. 
Las flores se abren a mediados de la primavera, de color verdeazuladas las femeninas y verdenegruzcas las masculinas. Las piñas son de pequeña longitud, apenas 2 cm.
Hay dos variedades:
- Thujopsis dolabrata var. dolabrata. Centro y sur de Japón. Ramaje menos denso, hojas más grandes.
- Thujopsis dolabrata var. hondai. Norte de Japón. Ramaje más denso con hojas ligeramente más pequeñas.

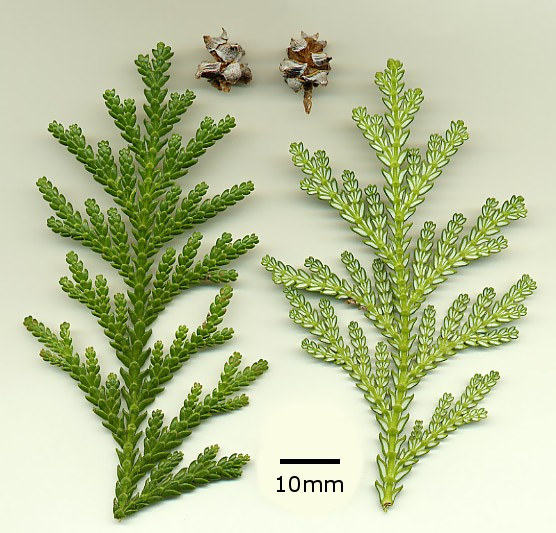
Thujopsis dolabrata; haz del racimo, parte inferior, conos maduros. Moneda de un euro para captar el tamaño.
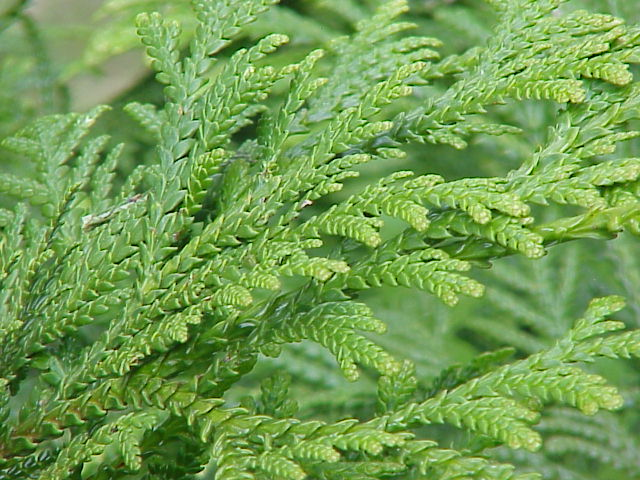
Follaje de Thujopsis dolabrata.
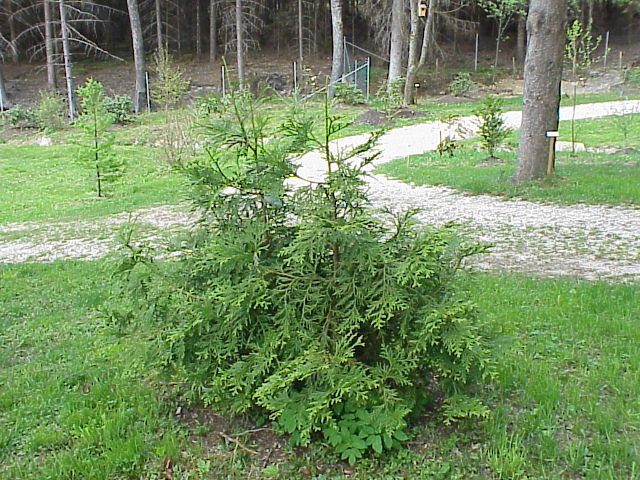
Planta de un joven asunaro.